# Ambato
Ambato (celým názvem San Juan Bautista de Ambato) je město ve středním Ekvádoru, hlavní město provincie Tungurahua a kantonu Ambato. 

## Poloha
Leží na březích řeky Ambato a v jeho okolí se nachází několik vysokých hor. Samotné město leží v nadmořské výšce 2577 m. Město leží v seizmicky rušné oblasti rovníku a je pravidelně ohrožováno zemětřeseními.

## Obyvatelstvo
V roce 2010 zde žilo 165 185 obyvatel. 

## Historie

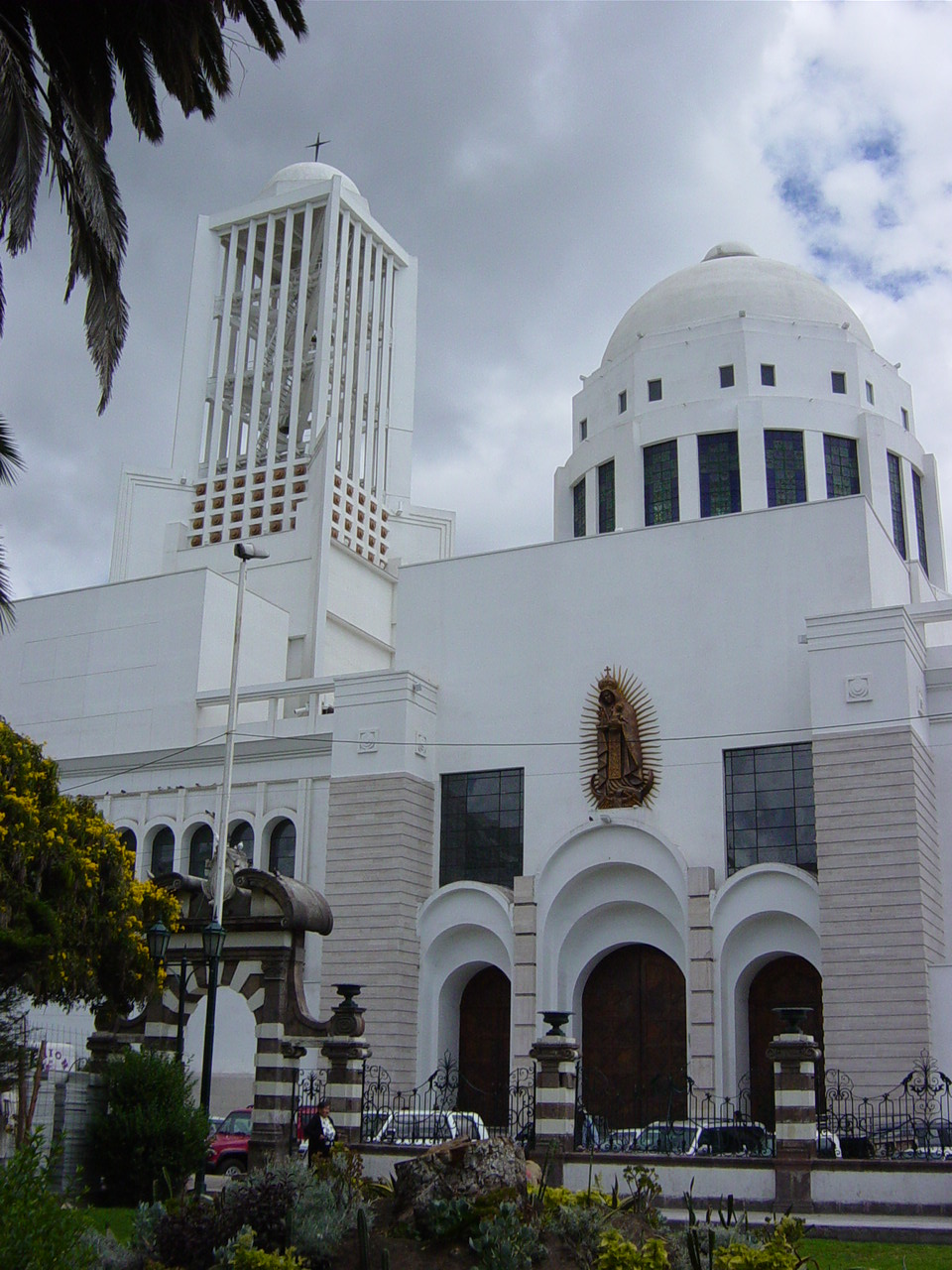
Betonová katedrála Panny Marie z let 1954–1961

Na březích řeky Río Ambato jsou archeologickými nálezy doloženy osady Indiánů již před více než 1000 lety. Oblast byla dříve označovaná Cashapamba. V 15. století dobyli náhorní plošinu Inkové. V roce 1530 poblíž Ambaty zvítězil incký král Atahualpa nad nevlastním bratrem Huáscarem, který si také nárokoval trůn. Obnovením města španělskými dobyvateli v roce 1535 získalo Ambato význam obchodního centra. Ze španělské koloniální architektury byla nejcennější barokní katedrála Panny Marie z roku 1698, zásadně poničená již zemětřesením v roce 1797. Město včetně katedrály bylo 5. srpna 1949 při zemětřesení srovnáno se zemí a od té doby bylo zcela přestavěno. V letech 1954-1951 byla vystavěna nová katedrála se železobetonovou konstrukcí, která je dosud dominantou města.
Městem prochází Panamericana.

## Hospodářství
Ovocnářství je založeno na množství sadů, ve kterých mají stromy dobré růstové a klimatické podmínky díky mírnému tropickému vysokohorskému podnebí s vysokými srážkami. Z tradičních řemesel se rozvinula zejména výroba koženého zboží. Nejdůležitějším průmyslovým odvětvím je stavba karoserií.

## Sport
- Fotbalový stadion Estadio Bellavista má kapacitu 18 tisíc diváků a o jejich přízeň zde bojují tři kluby: Macará, Técnico Universitario a Mushuc Runa Sporting Club.
- Každoročně v září se zde koná mezinárodní tenisový turnaj mužů ATP challenger.

## Rodáci
- Juan Montalvo – spisovatel
- Juan León Mera – spisovatel
- Iván Vallejo – horolezec
- Renata Salazar Ivancanová – německá filmová producentka ekvádorského původu